# Маясис, Василиос
Василиос Маясис (греч. Βασίλειος Μαγιάσης; 1880, Каир — 1926, Лерос) — греческий художник-маринист конца 19-го — начала 20-го века.

## Биография
Василиос Маясис родился в 1880 году в греческой общине Каира, Египет.
Маясис учился живописи в Неаполе, Италия. Маясис жил и работал в Западной Европе, но с началом Первой мировой войны, в 1914 году, поселился в Греции.
В 1917 году у него учился живописи известный впоследствии греческий художник Гикас Хадзикириакос.
Художник умер в 1926 году на острове Лерос.
Маясис оставил после себя множество пейзажей Египта и Аттики. Но основная тематика работ Маясиса — море. Критики отмечают значительное влияние Маясиса на современную греческую морскую живопись. Его работы выставлены в Национальной галерее Греции.

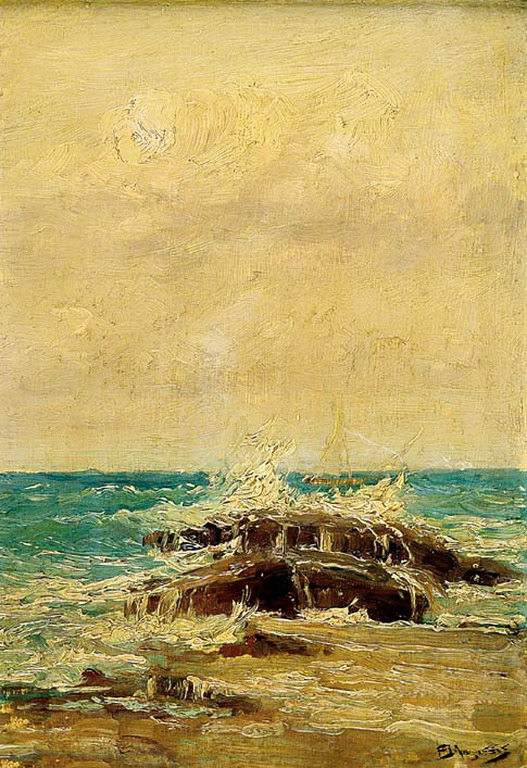
Сирокко
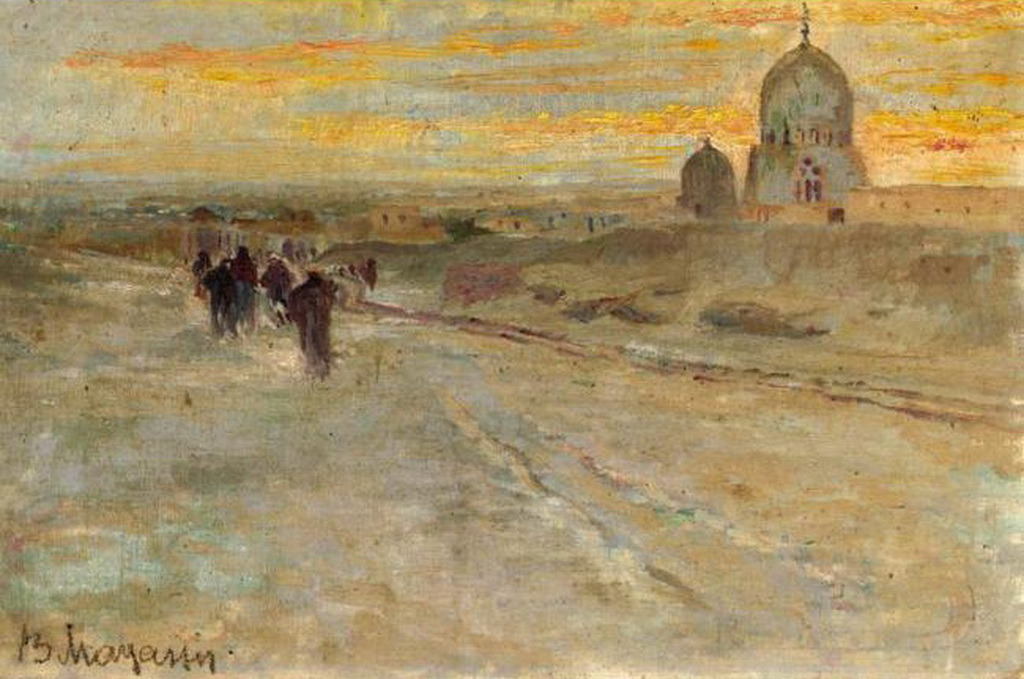
Восточный пейзаж
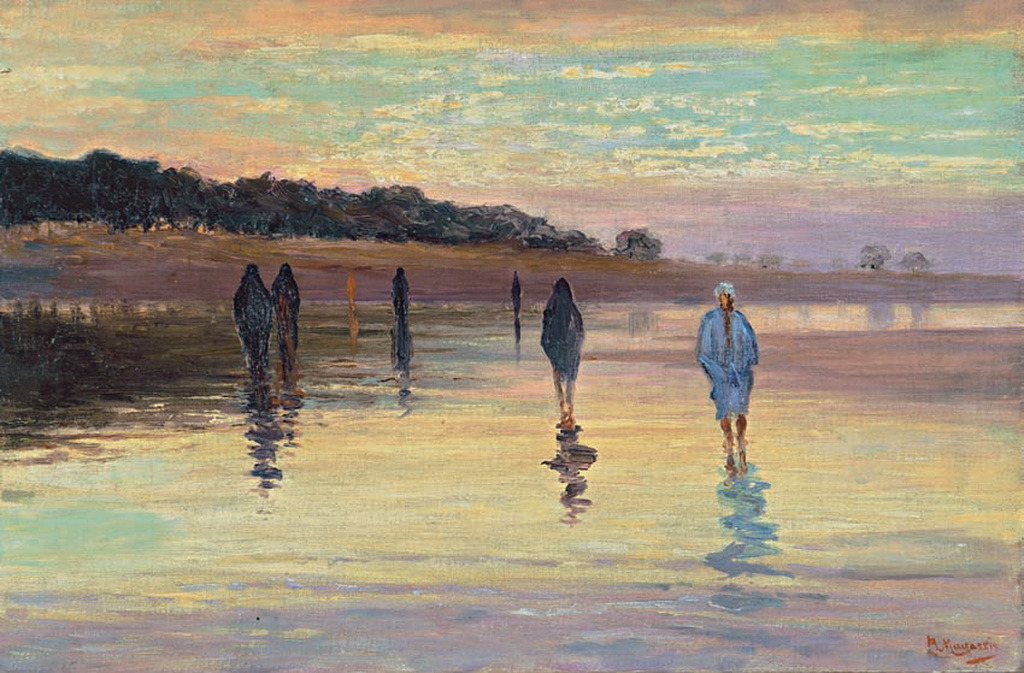
Египетский пейзаж
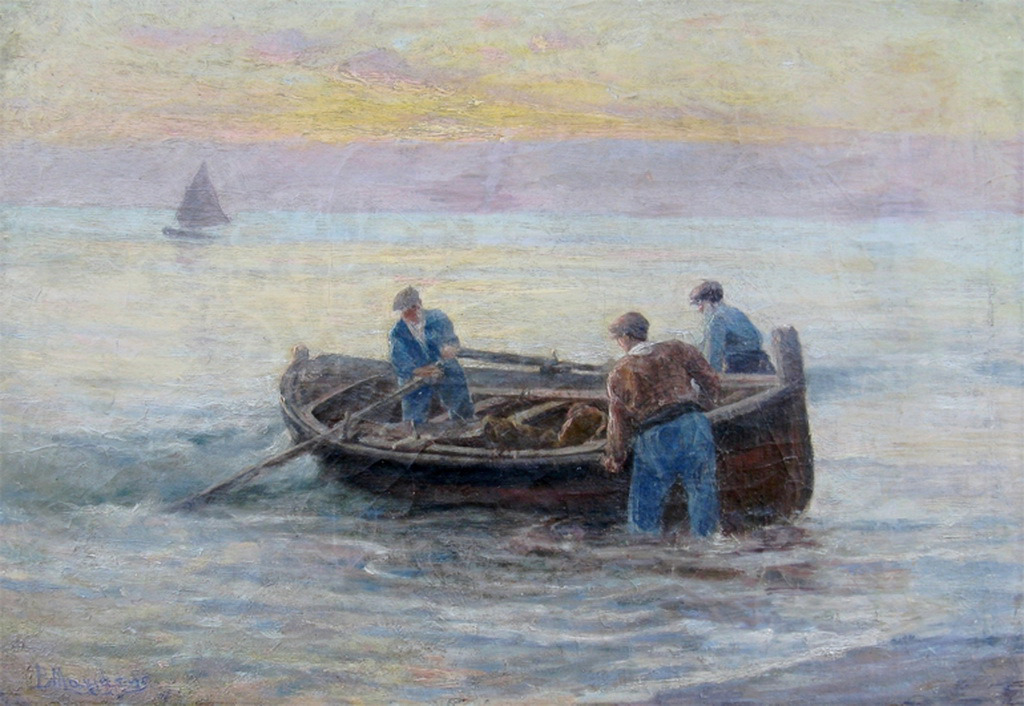
Рыбаки
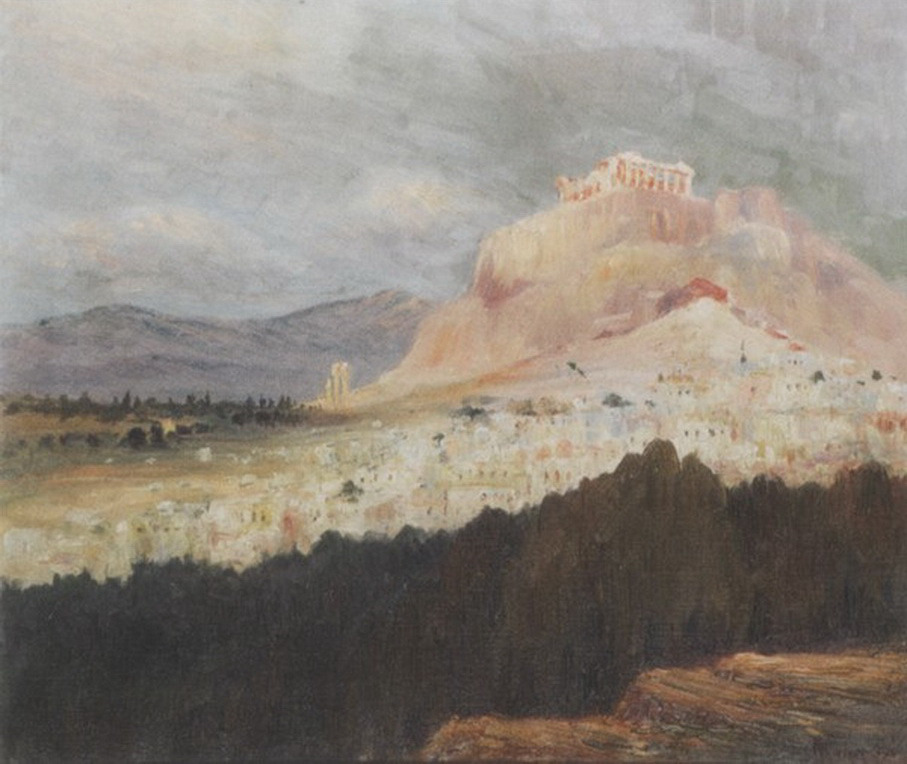
Акрополь
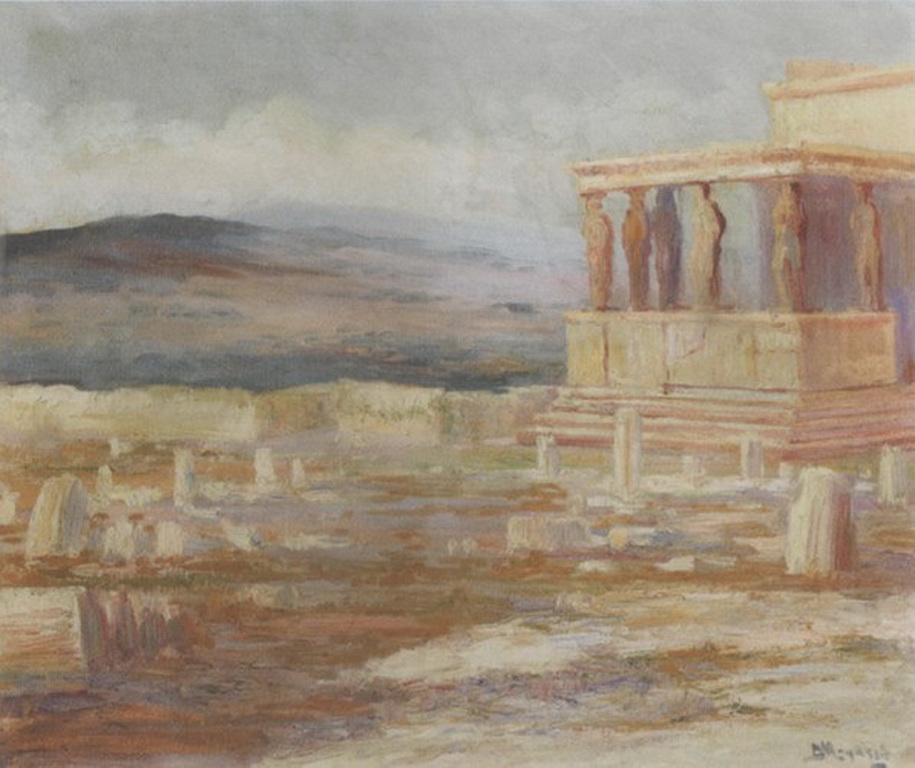
Эрехтион
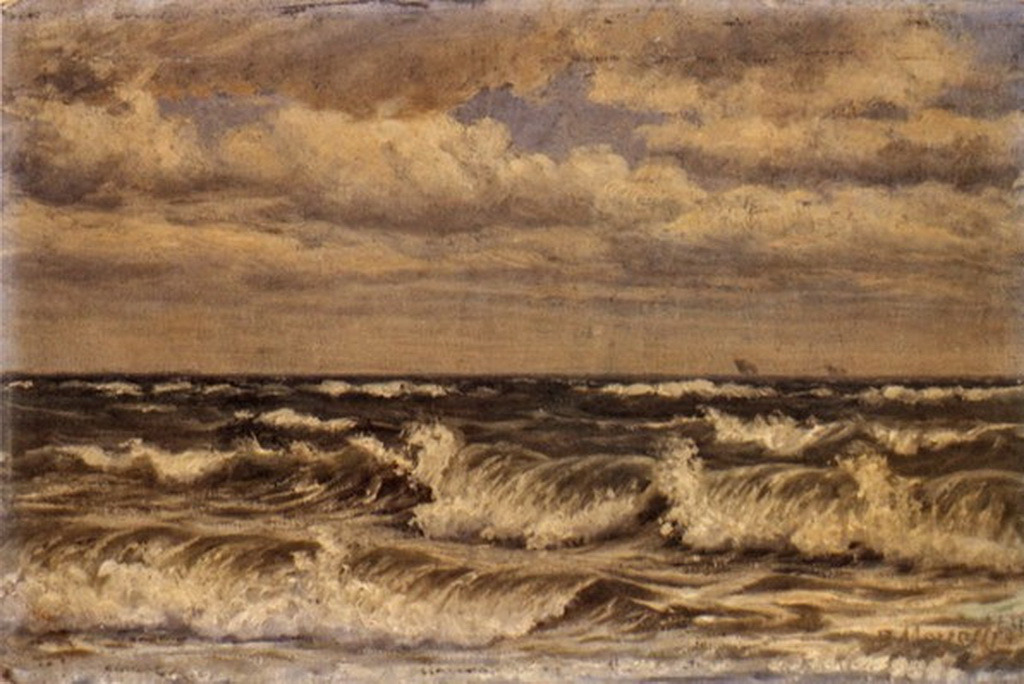
Волны
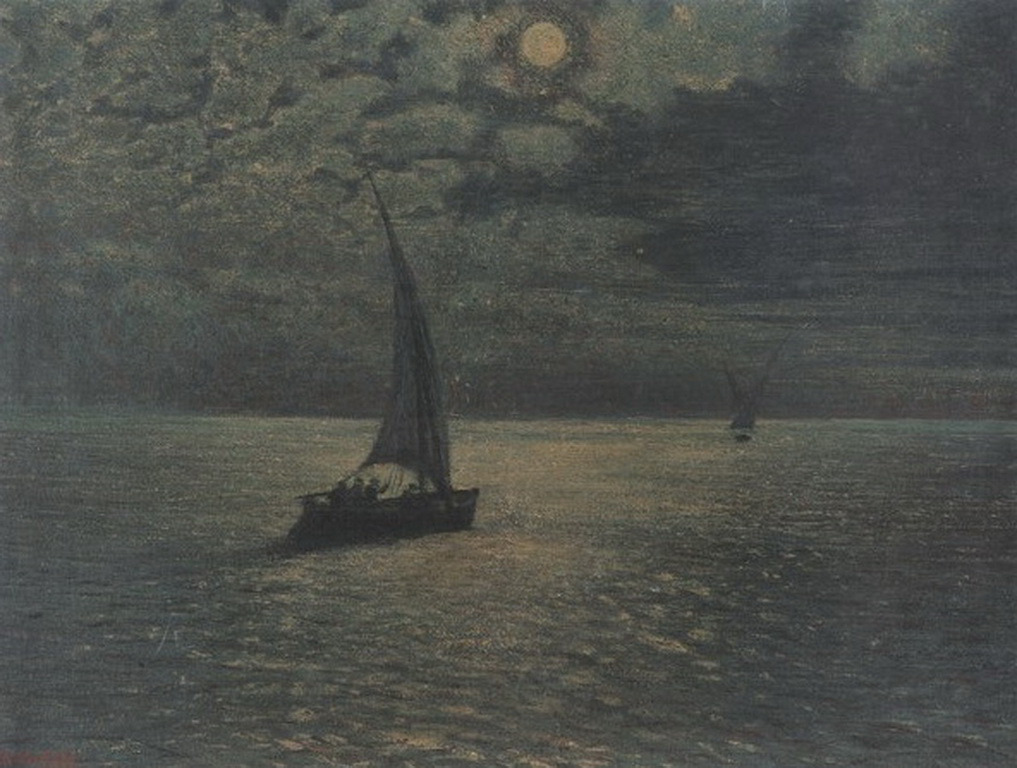
Лодка при лунном свете
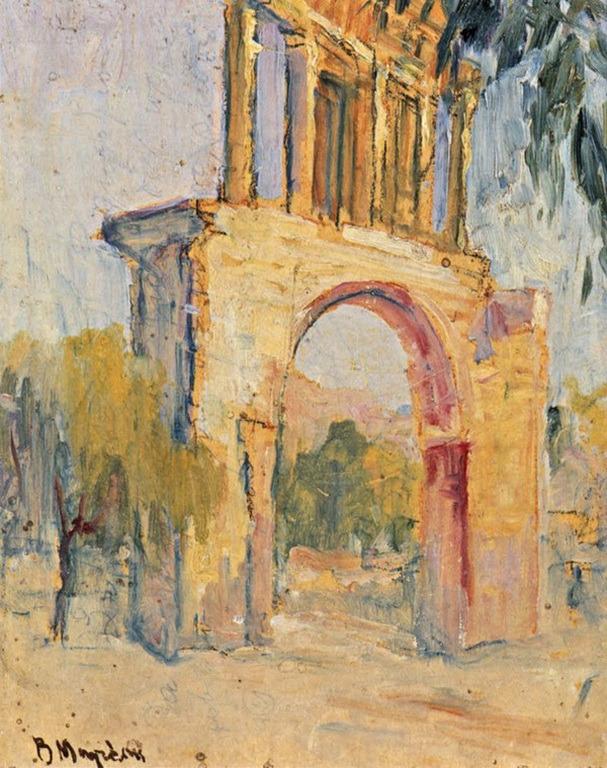
Арка Адриана Афины
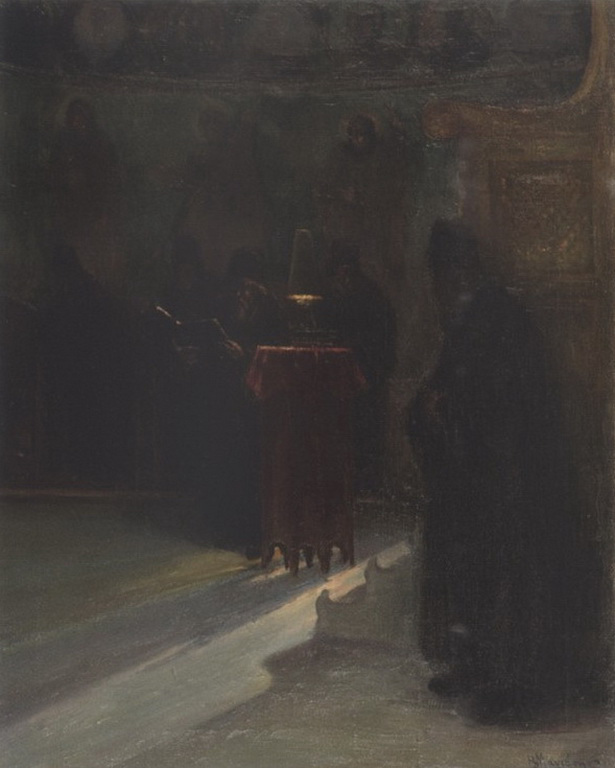
Молитва на Афоне